# PSG (バンド)
PSG（ピーエスジー）は、音楽バンド（楽器編成はないがバンドと称している）。
バンド名「PSG」は「PSG音源」に掛けていると思われるが、「Picopico Sound Generation（ピコピコサウンドジェネレーション）」の略である。略さない名称が使われることもあるが、正式名称はPSGのようである。
音楽ジャンルはチップチューンで、「8bitミュージック」と称している。1980年代ゲームサウンド風の音作りをしている。

## 略歴
元cali≠gari・元SEX MACHINEGUNS・現CYCLEのベーシストである村井研次郎が中心となり結成。2007年6月1日、結成発表。2007年7月25日、アニソンカヴァー主体のアルバム『PSG〜PicopicoSoundGeneration〜』でCDデビュー。

## メンバー
- 村井研次郎（プロデューサー）
- 山本ヤマモ雅俊（プロレス・格闘技プロデューサー）
- 声（フィーチャリング・ヴォーカル、マルチコスプレタレント） - 芸名は徳南晴一郎の漫画『怪談 人間時計』の登場人物より
- 白川りさ（フィーチャリング・ヴォーカル、雑食腐女子） - 「雑食」は「ジャンルにこだわらない」という意味

### 旧メンバー
- 安藤バキュラ - 元・ゲーム会社課長

## ディスコグラフィ

### アルバム
- 『PSG〜PicopicoSoundGeneration〜』（2007年7月25日、EXAT-01）
  1. 魔法大漢 ブラズァ〜☆ガイ - PCエンジンゲーム『超兄貴』新主題歌（トリビュートソング）
  2. ハッピー☆マテリアル - TVアニメ『魔法先生ネギま!』OP主題歌
  3. プラチナ - TVアニメ『カードキャプターさくら』第3期OP主題歌
  4. トップをねらえ! メドレー - OVA『トップをねらえ!』OP主題歌「アクティブハート」+挿入歌「トップをねらえ!〜Fly High〜」
  5. ETERNAL BLAZE - TVアニメ『魔法少女リリカルなのはA's』OP主題歌
  6. 禁じられた遊び - TVアニメ『ローゼンメイデン』第1期OP主題歌
  7. 魔法大漢 ブラズァ〜☆ガイ (uneffected version) - 「uneffected」は「ヴォーカルとエフェクトなし」ということ
  8. ハッピー☆マテリアル (uneffected version)
  9. プラチナ (uneffected version)
  10. トップをねらえ! (uneffected version)
  11. ETERNAL BLAZE (uneffected version)
  12. 禁じられた遊び (uneffected version)
  13. POP STAR (uneffected version) - 一般のJ-POP曲だが、替え歌が有名で、インストのみの収録。